# Agave scabra
Espèce
Classification phylogénétique
Agave scabra ou Agave asperrima est une espèce d'agave, plante de la famille des Asparagaceae (sous-famille des Agavoideae).
Elle est originaire des montagnes du nord du Mexique.
Elle peut atteindre 1 m de haut sur 1,8 m de diamètre.
Ses feuilles vert-de-gris, cireuses, sont en gouttière. Les fleurs sont jaunes.

## Référence
- http://www.palmaris.org/html/agavscabr.htm